# Vicente Castell Ibáñez
Vicente Castell Ibáñez (Torrevella, Baix Segura, 1 de març de 1867 - Torrevella, Baix Segura, 23 d'abril de 1933) va ser comerciant, polític i alcalde de Torrevella.
Vicente Castell Ibáñez va ser un important propietari, polític i comerciant de Torrevella. Era fill de Vicente Castell Satorre, també alcalde de Torrevella en el període d'1 de gener de 1894 a 14 d'agost de 1895, i Luisa Ibáñez Galiana. De tendència liberal, la seva família va estar en primera línia en els successos esdevinguts per la declaració d'independència del Cantó de Torrevella (9 - 15 de juliol de 1873) per part de Concha Boracino.

## Vida política
Va ser seguidor del polític Trinitario Ruiz Capdepón i del seu fill Trinitario Ruiz Valarino, tots dos de tendència liberal i de gran influència a la comarca de la Vega Baixa del Segura des de l'última cambra del segle XIX fins al primer del segle XX.
Va exercir l'alcaldia de Torrevella des del 29 de setembre de 1904 fins al 28 de febrer de 1906. Posteriorment va ser regidor de l'Ajuntament durant la presidència de Pedro Ballester Carcaño (des del 5 d'abril de 1910 a l'1 de gener de 1912). La corporació municipal presidida per ell va nomenar fill predilecte de Torrevella al canonge Joaquín Torres García.
Diputat provincial per Oriola - Dolores en els anys 1919, 1921 i 1923, i Vicepresident de la Diputació d'Alacant en 1922 en substitució del Marqués de Sant Jordi d'Alcoi, va treballar incansablement per a la consecució d'un port per a Torrevella, vell anhel que es va aconseguir per fi en 1960 amb la inauguració del Dic de Ponent i el Moll de la Sal.

## Anècdotes
Vicente Castell Ibáñez es va distingir per la bondat i afecte cap al proïsme. Acudia a tots els enterraments; de vegades, d'únic acompanyant.
A la seua mort, homes, dones i xiquets van acompanyar al fèretre, en una manifestació popular de duel públic. Com les lleis de la República prohibien el toc de campanes, es va obtenir un permís especial que va permetre el toc de difunts en el seu honor. La comunitat gitana va sol·licitar a la família portar a coll el seu taüt. Es van tancar establiments i tallers i fins i tot es va parar el treball de les salines per permetre als seus obrers acudir al sepeli.